# Koskutjärvi
Koskutjärvi är en sjö i kommunen Jalasjärvi i landskapet Södra Österbotten i Finland. Arean är 38 hektar och strandlinjen är 4,19 kilometer lång. Sjön  ingår i Kyro älvs huvudavrinningsområde.   Den ligger omkring 48 kilometer söder om Seinäjoki och omkring 270 kilometer norr om Helsingfors. 
Sjön ligger i orten Koskue med Koskue kyrka.